# Copenaghen Open 2001 - Qualificazioni singolare
Le qualificazioni del singolare  del Copenaghen Open 2001 sono state un torneo di tennis preliminare per accedere alla fase finale della manifestazione. I vincitori dell'ultimo turno sono entrati di diritto nel tabellone principale. In caso di ritiro di uno o più giocatori aventi diritto a questi sono subentrati i lucky loser, ossia i giocatori che hanno perso nell'ultimo turno ma che avevano una classifica più alta rispetto agli altri partecipanti che avevano comunque perso nel turno finale.
Le qualificazioni del torneo Copenaghen Open 2001 prevedevano 32 partecipanti di cui 4 sono entrati nel tabellone principale.

## Teste di serie
1. Lars Burgsmüller (ultimo turno)
2. Attila Sávolt (primo turno)
3. Tomas Behrend (Qualificato)
4. Michael Russell (primo turno)

1. Ivo Heuberger (primo turno)
2. Björn Phau (secondo turno)
3. Johan Settergren (Qualificato)
4. Kevin Ullyett (ultimo turno)

## Qualificati
1. Johan Settergren
2. Helge Koll-Frafjord

1. Tomas Behrend
2. Noam Behr

## Tabellone

### Legenda
| - Q = Qualificato - WC = Wild card - LL = Lucky loser | - ALT = Alternate - SE = Special Exempt - PR = Protected Ranking | - w/o = Walkover - r = Ritirato - d = Squalificato |

### Sezione 1
|  | Primo turno        | Primo turno        | Primo turno        | Primo turno | Primo turno |  |  | Secondo turno | Secondo turno      | Secondo turno | Secondo turno    | Secondo turno |    |   | Ultimo turno | Ultimo turno     | Ultimo turno | Ultimo turno | Ultimo turno |  |
|  |                    |                    |                    |             |             |  |  |               |                    |               |                  |               |    |   |              |                  |              |              |              |  |
|  | 1                  | Lars Burgsmüller   | 2                  | 6           | 6           |  |  |               |                    |               |                  |               |    |   |              |                  |              |              |              |  |
|  |                    | Robin Söderling    | 6                  | 3           | 0           |  |  | 1             | Lars Burgsmüller   | 6             | 3                | 6             |    |   |              |                  |              |              |              |  |
|  | Jan Hernych        | Jan Hernych        | 6                  | 4           | 7           |  |  |               | Jan Hernych        | 3             | 6                | 3             |    |   |              |                  |              |              |              |  |
|  | Filip Prpic        | Filip Prpic        | 2                  | 6           | 5           |  |  |               |                    |               |                  |               |    |   | 1            | Lars Burgsmüller | 2            | 7            | 1            |  |
|  | Jan Frode Andersen | Jan Frode Andersen | Jan Frode Andersen | 6           | 6           |  |  |               |                    | 7             | Johan Settergren | 6             | 62 | 6 |              |                  |              |              |              |  |
|  | Bob Borella        | Bob Borella        | Bob Borella        | 3           | 2           |  |  |               | Jan Frode Andersen | 1             | 6                | 3             |    |   |              |                  |              |              |              |  |
|  | 7                  | Johan Settergren   | 6                  | 3           | 7           |  |  | 7             | Johan Settergren   | 6             | 4                | 6             |    |   |              |                  |              |              |              |  |
|  |                    | Radim Žitko        | 4                  | 6           | 6(1)        |  |  |               |                    |               |                  |               |    |   |              |                  |              |              |              |  |

### Sezione 2
|  | Primo turno        | Primo turno         | Primo turno         | Primo turno | Primo turno |  |  | Secondo turno       | Secondo turno       | Secondo turno       | Secondo turno | Secondo turno |   |   | Ultimo turno | Ultimo turno        | Ultimo turno        | Ultimo turno | Ultimo turno |  |
|  |                    |                     |                     |             |             |  |  |                     |                     |                     |               |               |   |   |              |                     |                     |              |              |  |
|  |                    | Helge Koll-Frafjord | Helge Koll-Frafjord | 6           | 3           |  |  |                     |                     |                     |               |               |   |   |              |                     |                     |              |              |  |
|  | 2                  | Attila Sávolt       | Attila Sávolt       | 2           | 4r          |  |  | Helge Koll-Frafjord | Helge Koll-Frafjord | Helge Koll-Frafjord | 6             | 6             |   |   |              |                     |                     |              |              |  |
|  | Aleksandar Kitinov | Aleksandar Kitinov  | 7                   | 4           | 7           |  |  | Aleksandar Kitinov  | Aleksandar Kitinov  | Aleksandar Kitinov  | 3             | 0             |   |   |              |                     |                     |              |              |  |
|  | Fredrik Jonsson    | Fredrik Jonsson     | 63                  | 6           | 610         |  |  |                     |                     |                     |               |               |   |   |              | Helge Koll-Frafjord | Helge Koll-Frafjord | 6            | 6            |  |
|  | Mattias Hellstrom  | Mattias Hellstrom   | 1                   | 6           | 6           |  |  |                     |                     | 8                   | Kevin Ullyett | Kevin Ullyett | 1 | 4 |              |                     |                     |              |              |  |
|  | Fredrik Loven      | Fredrik Loven       | 6                   | 2           | 4           |  |  |                     | Mattias Hellstrom   | Mattias Hellstrom   | 1             | 2             |   |   |              |                     |                     |              |              |  |
|  | 8                  | Kevin Ullyett       | Kevin Ullyett       | 7           | 6           |  |  | 8                   | Kevin Ullyett       | Kevin Ullyett       | 6             | 6             |   |   |              |                     |                     |              |              |  |
|  |                    | Myles Wakefield     | Myles Wakefield     | 65          | 2           |  |  |                     |                     |                     |               |               |   |   |              |                     |                     |              |              |  |

### Sezione 3
|  | Primo turno     | Primo turno      | Primo turno     | Primo turno | Primo turno |  |  | Secondo turno    | Secondo turno    | Secondo turno    | Secondo turno    | Secondo turno |   |   | Ultimo turno | Ultimo turno  | Ultimo turno | Ultimo turno | Ultimo turno |  |
|  |                 |                  |                 |             |             |  |  |                  |                  |                  |                  |               |   |   |              |               |              |              |              |  |
|  | 3               | Tomas Behrend    | Tomas Behrend   | 6           | 6           |  |  |                  |                  |                  |                  |               |   |   |              |               |              |              |              |  |
|  |                 | Rogier Wassen    | Rogier Wassen   | 4           | 4           |  |  | 3                | Tomas Behrend    | Tomas Behrend    | 6                | 6             |   |   |              |               |              |              |              |  |
|  | Fredrik Giers   | Fredrik Giers    | 6               | 5           | 6           |  |  |                  | Fredrik Giers    | Fredrik Giers    | 4                | 4             |   |   |              |               |              |              |              |  |
|  | Johan Örtegren  | Johan Örtegren   | 2               | 7           | 3           |  |  |                  |                  |                  |                  |               |   |   | 3            | Tomas Behrend | 7            | 6(1)         | 7            |  |
|  | Kalle Flygt     | Kalle Flygt      | Kalle Flygt     | 6           | 7           |  |  |                  |                  |                  | Marcus Sarstrand | 64            | 7 | 5 |              |               |              |              |              |  |
|  | Per Thornadsson | Per Thornadsson  | Per Thornadsson | 4           | 6(1)        |  |  | Kalle Flygt      | Kalle Flygt      | Kalle Flygt      | 2                | 0             |   |   |              |               |              |              |              |  |
|  |                 | Marcus Sarstrand | 3               | 6           | 6           |  |  | Marcus Sarstrand | Marcus Sarstrand | Marcus Sarstrand | 6                | 6             |   |   |              |               |              |              |              |  |
|  | 5               | Ivo Heuberger    | 6               | 4           | 3           |  |  |                  |                  |                  |                  |               |   |   |              |               |              |              |              |  |

### Sezione 4
|  | Primo turno        | Primo turno        | Primo turno        | Primo turno | Primo turno |  |  | Secondo turno      | Secondo turno      | Secondo turno | Secondo turno | Secondo turno |   |   | Ultimo turno     | Ultimo turno     | Ultimo turno     | Ultimo turno | Ultimo turno |  |
|  |                    |                    |                    |             |             |  |  |                    |                    |               |               |               |   |   |                  |                  |                  |              |              |  |
|  |                    | Patrik Langvardt   | 2                  | 7           | 6           |  |  |                    |                    |               |               |               |   |   |                  |                  |                  |              |              |  |
|  | 4                  | Michael Russell    | 6                  | 5           | 1           |  |  | Patrik Langvardt   | Patrik Langvardt   | 6             | 65            | 6             |   |   |                  |                  |                  |              |              |  |
|  | Jonathan Printzlau | Jonathan Printzlau | Jonathan Printzlau | 6           | 6           |  |  | Jonathan Printzlau | Jonathan Printzlau | 1             | 7             | 2             |   |   |                  |                  |                  |              |              |  |
|  | Frederik Nielsen   | Frederik Nielsen   | Frederik Nielsen   | 2           | 3           |  |  |                    |                    |               |               |               |   |   | Patrik Langvardt | Patrik Langvardt | Patrik Langvardt | 2            | 3            |  |
|  | Noam Behr          | Noam Behr          | Noam Behr          | 6           | 6           |  |  |                    |                    | Noam Behr     | Noam Behr     | Noam Behr     | 6 | 6 |                  |                  |                  |              |              |  |
|  | Mads Gottlieb      | Mads Gottlieb      | Mads Gottlieb      | 1           | 4           |  |  |                    | Noam Behr          | Noam Behr     | 6             | 6             |   |   |                  |                  |                  |              |              |  |
|  | 6                  | Björn Phau         | 6                  | 4           | 7           |  |  | 6                  | Björn Phau         | Björn Phau    | 4             | 4             |   |   |                  |                  |                  |              |              |  |
|  |                    | Thomas G. Andersen | 4                  | 6           | 64          |  |  |                    |                    |               |               |               |   |   |                  |                  |                  |              |              |  |